# Attention au lion
Pour les articles homonymes, voir Lion (homonymie).
Pour plus de détails, voir Fiche technique et Distribution.
Attention au lion (Lion Around) est un court métrage d'animation américain de la série des Donald Duck, sorti le 20 janvier 1950 réalisé par les studios Disney.

## Synopsis
Les neveux de Donald se déguisent en lion afin de voler une tarte à Donald... Mais un véritable lion des montagnes complique les choses.

## Fiche technique
- Titre original : Lion Around
- Titre français : Attention au lion
- Série : Donald Duck
- Réalisateur : Jack Hannah
- Scénario : Bill Berg et Nick George
- Animateur [1],[2]: Judge Whitaker, Bob Carlson, Volus Jones et Bill Justice
- Layout: Yale Gracey
- Background: Thelma Witmer
- Effets visuels: George Rowley
- Musique : Oliver Wallace
- Voix : Clarence Nash (Donald)
- Producteur : Walt Disney
- Société de production : Walt Disney Productions
- Distributeur : RKO Radio Pictures
- Pays :  États-Unis
- Date de sortie :
  - États-Unis : 20 janvier 1950[3]
- Format d'image : Couleur (Technicolor)
- Durée : 7 min
- Langue : (en)

## Voix françaises
- Sylvain Caruso : Donald Duck, Riri, Fifi et Loulou

## Commentaires
Ce film marque la première apparition du personnage de Louie le lion des montagnes (animal aussi appelé puma).

## Titre en différentes langues
D'après IMDb :
- Suède : Kalle Ankas falska lejon